# Lista de estilos de dança
É uma lista de categorias de dança, com diferentes estilos/gêneros de dança .

## africano e americano
- Bolojo
- Cakewalk
- Patting juba
- Pisando
- dança da vara
- Sapateado
- kizomba[1]
- Kompa
- Jazz
- Moonwalk[2]

## Dança cerimonial
- Haka
- Kagura
- Rituais chineses
- dança sagrada
- Cham[3]
- Drametse Ngacham
- dança profética
- dança rejang
- Sanghyang
- Sufi girando
- dança de adoração

## Dança eletrônica
- Boogaloo and Electric boogie
- Bump
- Cutting shapes
- w:en:Waacking
- Free step
- Hustle
- Jumpstyle
- Penguin
- Robot
- Watergate
- Go-go

## Dança improvisada
- Improvisação de contato
- Improvisação de dança
- dança em êxtase
- dança livre
- dança de fusão
- dança interpretativa
- bogo lelo

## Dança histórica
- balé
- dança barroca
- dança medieval
- dança regencial
- dança renascentista
- w:en:Ultapulta

## Latino / Ritmo
- w:en:American Rhythm
  - w:en:Bolero willy
  - w:en:East Coast Swing
  - Mambo
  - Rumba
- Bachata
- Cha-cha-cha
- w:en:Corridos
- Cumbia
- w:en:Duranguense
- Forró
- w:en:International Latin
  - w:en:Argentine tango
  - Capoeira
    - Maculelê

  - w:en:Danza
  - Jive
  - MMerengue
  - Milonga
  - Reggaeton
  - Rumba
    - Rueda

  - Salsa
  - Samba (ballroom dance)
  - Samba
  - Samba de Gafieira
  - Zouk
- Pasodoble
- w:en:Quebradita
- Samba de roda
- Samba enredo
- w:en:Tejano dance
- Zapateado:
  - w:en:Zapateado (Mexico)
  - w:en:Zapateado (Spain)

## Danças da moda
- w:en:Animal dance
- Bossa Nova
- Bunny hop
- Conga
- Freddie
- Frug
- Hitch hike
- Lambada
- Madison
- Mule
- Pony
- The Shake
- Turkey trot
- Twist
- Watusi

## Dança social
- Dança country, Contra-dança
- dança de participação
  - dança solo
  - Dança de parceiro
  - Dança em grupo
    - Circular
    - De linha
    - Dança redonda
    - Quadrilha

## Dança de rua
- Hip-hop
  - w:en:Breaking
  - w:en:Cabbage patch dance
  - w:en:Cat Daddy
  - w:en:Dougie
  - Electric boogaloo
  - Gangsta Walking
  - Harlem shake
  - Jerkin'
  - Locking
  - Popping
  - Turfing
  - Uprock
- House dance
  - Footwork
  - Vogue
  - w:en:Electro dance
  - Flexing
  - Krumping
  - Litefeet
  - Lyrical hip-hop
  - Robô (dança)
  - w:en:Jaywalk
  - Majorette

## Dança swing
- Balboa
- Big Apple
- Black Bottom
- w:en:Blues dance
- Boogie-woogie
- Breakaway
- w:en:Bugg
- w:en:Carolina Shag
- Charleston
- w:en:Collegiate Shag
- w:en:East Coast Swing
- w:en:Hand dancing
- w:en:Hand Jive
- w:en:Jitterbug
- Jive
- w:en:Jumpin' Joe
- w:en:Leroc
- Lindy Hop
- w:en:Modern Jive
- Rock and Roll
- w:en:Single Swing
- w:en:Skip jive
- w:en:St. Louis Shag
- West Coast Swing
- w:en:Western Swing

## Outras
- w:en:Acro dance
- Calypso
- w:en:Concert dance
- Dança contemporanea
- w:en:Fire dance
- Flamenco
- w:en:Flying Men Dance
- K-POP
- w:en:Liturgical dance
- Lyrical Jazz
- Pole dance
- w:en:Vintage dance